# Scopula promethes
Scopula promethes là một loài bướm đêm trong họ Geometridae.